# Tomáš Kundrátek
Tomáš Kundrátek (Přerov, 26 dicembre 1989) è un hockeista su ghiaccio ceco.

## Carriera
Nei primi anni di carriera, in patria, ha indossato le maglie di HC Oceláři Třinec (2006/07, 2007/08) e HC Havířov (2007/08).
Nella stagione 2008/09 è approdato in WHL con i Medicine Hat Tigers. L'anno seguente ha giocato in AHL con l'Hartford Wolf Pack. 
Nelle stagioni 2011/12, 2013/14 e 2014/15 ha giocato in AHL con i Hershey Bears.
Ha giocato in NHL con i Washington Capitals nel 2011/12 e nel 2012/13.
Nella stagione 2015/16 è approdato in KHL con la Dinamo Riga, mentre nelle due annate seguente ha giocato con l'HC Slovan Bratislava. Nella stagione 2017/18 è passato al Torpedo Nizhny Novgorod.
Con la nazionale della Repubblica Ceca ha preso parte a due edizioni dei campionati mondiali (2016 e 2017) e ai Giochi olimpici invernali 2018.